# Wolmer Simonsson
Anders Erik Wolmer Simonsson, född den 12 juni 1895 i Kiaby församling i Kristianstads län, död 18 november 1981 i Malmö, var en svensk jurist. Han var son till kyrkoherde Waldemar Simonsson och far till biskop Tord Simonsson.
Simonsson avlade studentexamen i Helsingborg 1913 och juris kandidatexamen vid Lunds universitet 1923. Efter tingstjänstgöring vid Svegs tingslag 1923–1926 var han stadssekreterare och ombudsman i Hässleholm 1928–1937 samt kommunalborgmästare där 1938–1957. Han innehade egen advokatbyrå 1926–1937 och var ledamot av Sveriges advokatsamfund 1931–1937. Simonsson var medlem av Lunds studentsångförenings lilla kör från 1915. Han var även medlem av Sankt Knuts gille, Par Bricole, Siriusorden och Snapphaneorden. Han var riddare av Nordstjärneorden. Simonsson är begravd på Landskrona kyrkogård.